# زیردریایی بی-۳۹
زیردریایی بی-۳۹ (به انگلیسی: Soviet submarine B-39) یک زیردریایی است که طول آن ۸۹٫۹ متر (۲۹۴ فوت ۱۱ اینچ) می‌باشد. این زیردریایی در سال ۱۹۶۷ ساخته شد.